# 遺伝性感覚性自律神経性ニューロパチー
遺伝性感覚性自律神経性ニューロパチー（いでんせいかんかくせいじりつしんけいせいニューロパチー、英語: hereditary sensory and autonomic neuropathy）とは、遺伝的要因により主に神経障害などを含む先天的な疾患群である。通常、略称のHSANで呼ばれることが多い。遺伝性感覚性自律神経失調症ともいう。

## 概要
HSANの発症の原因は遺伝子の異常であることが突き止められているが、原因遺伝子の特定にまでは至っておらず、根本的な治療方法も今のところ無いのが現状である。また、患者数が少なく認知度も低い。IV型に分類される先天性無痛無汗症は、最初の患者が日本で発見されており、他の型も含めて患者の割合は日本人が最も多い。
各型に共通している症状は痛覚の欠如である。即ち患者は痛みを感じることができないので、対症療法も含めて治療法は確立には至っていない。

## 分類
- I型（遺伝性感覚根性ニューロパチー）
- II型（先天性感覚根性ニューロパチー）
- III型（家族性自律神経異常症/ライリー・デイ症候群）
- IV型（先天性無痛無汗症）

痛覚・温覚が欠如しており、発汗しない。
- V型

痛覚の欠如および不完全性の無汗症。